# United Linux
United Linux byl pokus konsorcia distributorů Linuxu vytvořit jednotný základ distribucí pro firemní použití, jakož i minimalizovat duplicitu ve vývoji distribucí a vytvořit výkonnou konkurenci Red Hatu. Zakládajícími členy byli SUSE, Turbolinux, Conectiva ad SCO (dříve Caldera Systems). Vznik konsorcia byl oznámen 30. května 2002 a zánik 22. ledna 2004.

## Historie

### Vznik
S růstem popularity Linuxu během 90. let 20. století vzniklo mnoho různých distribucí. Neboť jádro linuxu i množství aplikací GNU jsou svobodný software, každý si může poměrně velmi snadno vytvořit vlastní distribuci a uvést ji na trh. Mnoho pozorovatelů se obávalo fragmentace a s ní spojené rozsáhlé nekompatibility podobně jak tomu bylo na počátku 90. let při takzvané „válce Unixů“.
První krok ke vzniku United Linux byl učiněn na COMDEXu v listopadu 1999. Přes množství neúspěšných začátků byli členové projektu přesvědčeni o smyslu jednotné platformy GNU/Linux.
V březnu a dubnu 2002 se sešla skupina United Linuxu a vytvořila základní technickou specifikaci za pomoci návrhu čtyř členů konsorcia a jejich obchodních partnerů.
Projekt byl veřejně ohlášen 30. května 2002. První beta byla uvolněna pro partnery United Linuxu 14. srpna 2002, veřejná beta vyšla 25. září 2002 a United Linux 1.0 vyšel 19. listopadu 2002.

### Zánik
Ukončení vývoje United Linuxu bylo oznámeno na tiskové konferenci Novellu v 22. ledna 2004 Richardem Seibtem, prezidentem divize SUSE. Hlavním důvodem byl soudní spor SCO v. IBM a veřejné útoky SCO na Linux.
Vyšlo najevo, že se práce na United Linuxu prakticky zastavily brzy po začátku soudní pře. A přibližně v té době SUSE přestalo spolupracovat na projektu. Poslední zprávy o projektu byly ohlášení podpory Oracle pro UL 13. března 2003, a podpoře procesorů AMD64 22. dubna 2003.
Přes zánik projektu, se mnoho pozorovatelů domnívá, že měl pozitivní efekt: zvýšil povědomí o Linuxu, zvláště SUSE, a přispěl k širší podpoře Linuxu u výrobců software a hardware. SUSE oznámilo, že bude nadále poskytovat podporu United Linuxu a spolupracoval s Conectivou a Turbolinuxem.

## Technická specifikace
Distribuce byla založena na SUSE Linuxu a Linux Standard Base, plánovalo se, že SUSE bude dělat většinu technologické práce a ostatní, SCO, Turbolinux a Conectiva, se budou zaměřovat na prodej na jejich místních trzích .
Verze 1.0 měla být hlavní verzí jeden rok a další rok, po nahrazení 2.0, měla mít technickou podporu. Verze 1 obsahovala
- Kernel 2.4.18 nebo vyšší
- glibc 2.2.5
- prvky Linux Standard Base
- software splňující OpenI18N (dříve LI18NUX) (pro internacionalizaci a lokalizaci)
- znakovou sadu GB18030 (pro východoasijská písma, používanou zejména v Číně)
- GCC 3.1
- XFree86 4.2
- KDE 3.0